# The Last of Us
The Last of Us es un videojuego de terror de acción y aventura de disparos en tercera persona desarrollado por la compañía estadounidense Naughty Dog y distribuido por Sony Computer Entertainment para la consola PlayStation 3 en 2013. La trama describe las vivencias de Joel y Ellie, un par de supervivientes de una pandemia en Estados Unidos que provoca la mutación de los seres humanos en criaturas caníbales.
Su desarrollo comenzó en 2009, poco después del lanzamiento del anterior juego de Naughty Dog, Uncharted 2: El reino de los ladrones y recayó en Bruce Straley y Neil Druckmann. Uno de los aspectos centrales de la narrativa del juego viene dado por el vínculo entre sus protagonistas, interpretados por los actores Troy Baker y Ashley Johnson. Algunas de las influencias que permitieron establecer ciertos conceptos de The Last of Us incluyen el documental Planeta Tierra (2006), los libros La carretera (2006), El mundo sin nosotros (2007) y City of Thieves (2008), así como las películas No Country for Old Men (2007) y Gravity (2013). Gustavo Santaolalla, Andrew Buresh, Anthony Caruso y Jonathan Mayer estuvieron a cargo de la composición de la banda sonora.
Su revelación en diciembre de 2011 generó una considerable expectativa por parte del público, principalmente por la reputación de la desarrolladora con las series de Crash Bandicoot y Uncharted. Tras su estreno se hizo acreedor de críticas mayormente favorables que elogiaron aspectos como la narrativa, la mecánica de juego, el diseño visual y sonoro, la caracterización de los personajes y la representación de los personajes femeninos. Asimismo, gracias a su notable volumen de ventas, se le reconoció como la mejor recepción comercial de un juego original desde L.A. Noire en 2011 y el título más rápidamente vendido de la consola ese año, además de recibir más de 240 premios en su haber, primordialmente como el «Mejor juego del año». Poco después, Naughty Dog distribuyó varios paquetes de contenido descargable que amplían el contenido original, entre los cuales se incluye The Last of Us: Left Behind, que relata las vivencias de Ellie y su mejor amiga, Riley, antes de los sucesos de The Last of Us.
El éxito de The Last of Us derivó en una franquicia conformada por varios productos entre los cuales se incluyen The Last of Us Remastered y The Last of Us Part I, un par de versiones mejoradas para las consolas PlayStation 4 y PlayStation 5; la secuela The Last of Us Part II, estrenada en junio de 2020; y una serie de televisión a cargo de Druckmann y Craig Mazin, y producida y distribuida por HBO, cuyo estreno se llevó a cabo en enero de 2023. Otros contenidos alusivos a la franquicia incluyen la serie de cómics The Last of Us: American Dreams y juegos de mesa.

## Argumento
De acuerdo con la trama de The Last of Us, en septiembre de 2013 se desata una pandemia en Estados Unidos ocasionada por una cepa del hongo Cordyceps, que al infectar a los humanos los convierte en criaturas caníbales, y que se transmite a través de una simple mordedura. En medio de la histeria colectiva, Joel (Troy Baker), su hija Sarah (Hana Hayes) y su hermano Tommy (Jeffrey Pierce) abandonan su hogar en los suburbios de Austin, Texas para evitar la infección, pero en el camino son interceptados por un oficial que asesina a Sarah al creer que está infectada.

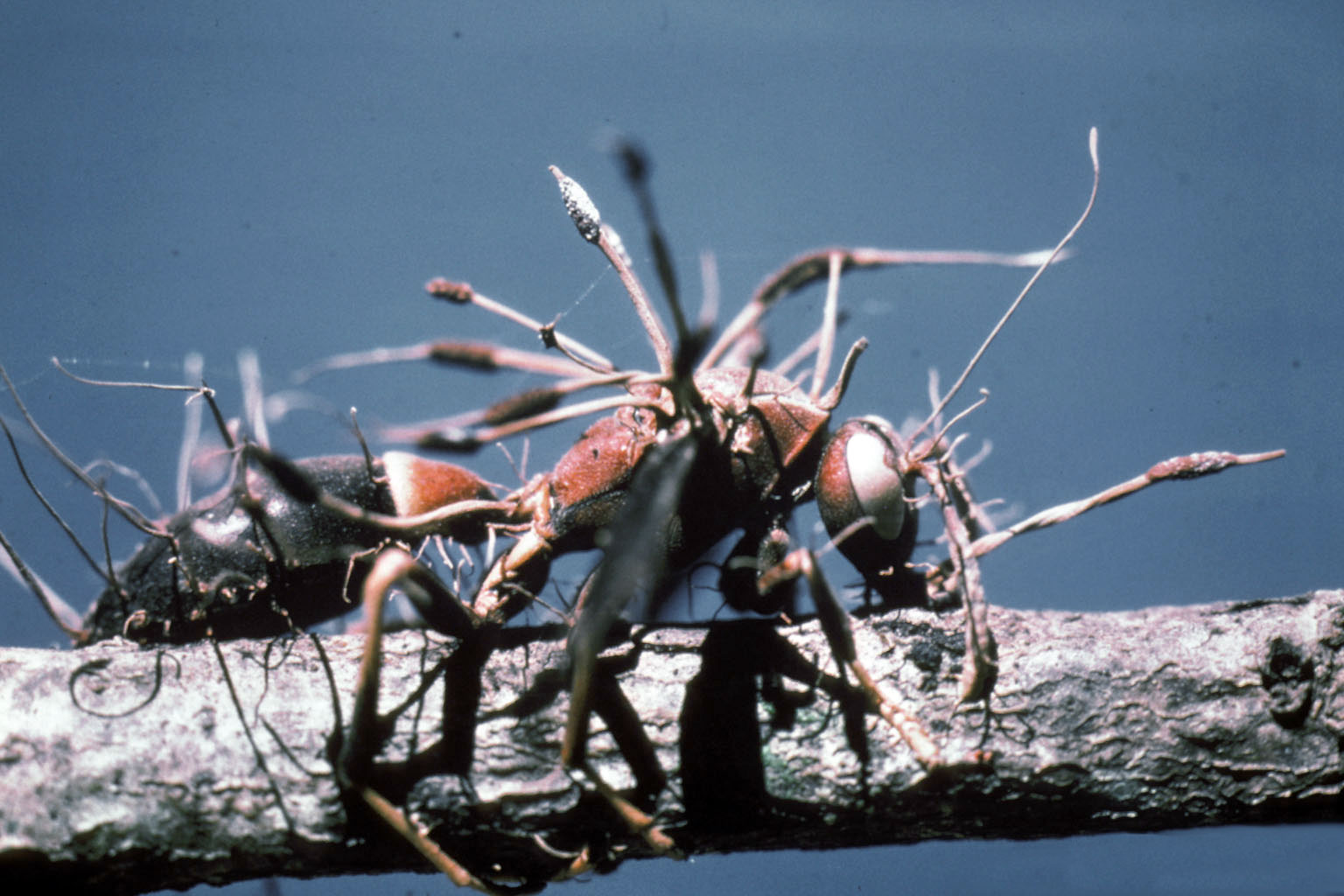
Avispa infectada por el hongo Cordyceps.

Un par de décadas después, resulta evidente que la infección ha devastado a la mayoría de la humanidad. Los supervivientes habitan en zonas de cuarentena custodiadas por oficiales, en asentamientos independientes, o forman parte de grupos ambulantes. Joel vive en la zona del North End de Boston, Massachusetts, donde se dedica al contrabando junto con Tess (Annie Wersching). En una ocasión, mientras buscan un cargamento de armas robado por un traficante llamado Robert (Robin Atkin Downes), se enteran de que estas armas fueron vendidas a los Luciérnagas, un grupo paramilitar de rebeldes que rechazan la autoridad de las zonas de cuarentena. La líder les ofrece un cargamento a cambio de que escolten a una adolescente llamada Ellie (Ashley Johnson) hasta la Casa del Estado de Massachusetts, a las afueras de la zona de cuarentena, en donde se habrían de encontrar con otros Luciérnagas para llevarse consigo a la joven. Tess y Joel aceptan la propuesta y, mientras se escabullen de la zona, descubren que Ellie fue mordida. Normalmente los efectos de la infección se manifiestan en los primeros dos días del contagio; sin embargo, su caso es diferente: pese a que su encuentro con un infectado ocurrió tres semanas atrás, no muestra indicios de infección. De esta forma, entienden que su inmunidad representa para los Luciérnagas una esperanza en la búsqueda de una cura, lo cual justifica la necesidad de protegerla.
Joel, Tess y Ellie se enfrentan a varios infectados en su camino hacia la ubicación señalada, pero su esfuerzo resulta en vano cuando descubren los cadáveres de los Luciérnagas. Además se revela que los infectados mordieron a Tess durante la huida, de manera simultánea a la llegada de unos oficiales que buscan deshacerse de ellos al confundirlos con unos infectados. Para crear una distracción que les permita huir a Joel y Ellie, Tess decide sacrificarse y enfrentarse a los oficiales por sí sola. Finalmente, Joel llega a la conclusión de que requiere la ayuda de su hermano Tommy, un exintegrante de los Luciérnagas, para localizar al resto de Luciérnagas. Con la ayuda de un automóvil que consigue reparar junto con el contrabandista Bill (W. Earl Brown), Joel y Ellie llegan a Pittsburgh, Pensilvania, donde son emboscados por unos bandidos que destruyen su vehículo con la intención de asesinarlos. Gracias a los hermanos Henry (Brandon Scott) y Sam (Nadji Jeter), el dúo se pone una vez más a salvo, pero Sam es mordido por una de las criaturas. En vez de informarle a los demás sobre este suceso, el joven oculta su herida hasta que la infección lo convierte en un infectado y, poco después, se abalanza sobre Ellie con la intención de morderla. Henry lo mata de un tiro antes de que hiera a la joven, pero el duelo por la pérdida de su hermano lo lleva a suicidarse enfrente de ella y Joel.
La trama continúa en el período otoñal, después de que Joel y Ellie logran encontrar a Tommy en Jackson, Wyoming, donde vive en un asentamiento fortificado cerca de una central hidroeléctrica con su esposa Maria (Ashley Scott). Por un instante, Joel sopesa la opción de dejar a Ellie con Tommy para que este la lleve con las Luciérnagas mientras él regresa a su casa; sin embargo, cambia de parecer y decide continuar su camino con ella hacia la University of Eastern Colorado, una de las bases de los Luciérnagas de acuerdo con la información proporcionada por Tommy. Cuando llegan al lugar indicado descubren que está abandonado, ya que los Luciérnagas se trasladaron a un hospital en Salt Lake City, Utah, y en cambio son avistados y atacados por un grupo ambulante de bandidos, de los cuales se deshacen no sin antes herir de gravedad a Joel.

Mapa de EE. UU., que señala el trayecto seguido por los protagonistas de The Last of Us a lo largo del juego.

Ellie y Joel son vistos luego habitando un refugio en una región montañosa, durante la etapa invernal. Este último todavía se encuentra recuperándose de sus heridas y depende de la joven para sobrevivir. Un día, mientras está de caza, Ellie se encuentra con David (Nolan North) y James (Reuben Langdon), otros supervivientes que le ofrecen intercambiar sus medicamentos a cambio de alimento. Poco después se revela que pertenecen al grupo ambulante de bandidos con los que se enfrentaron en la University of Eastern Colorado. Tras ser brevemente capturada por David, la joven huye hasta un restaurante abandonado y, poco antes de que el bandido la asesine, ella logra salvarse matando violentamente a David y dejándola en estado de shock. Joel la consuela después de esto, y así se afianza su relación.
Finalmente, en la temporada primaveral, Joel y Ellie llegan a Salt Lake City y se reúnen con una patrulla de Luciérnagas que los escolta hasta el interior del hospital donde, según la información proporcionada por Marlene, Ellie habría de ser intervenida quirúrgicamente con tal de obtener una vacuna para prevenir la infección. Sin embargo, esta operación sin duda matará a la joven y Joel, renuente a dejar que muera su compañera de travesía a quien ha llegado a querer como una hija, entra al hospital y se enfrenta con los Luciérnagas que custodian la sala de emergencias hasta llegar a Ellie, a quien carga en sus brazos al estar inconsciente por la anestesia. Joel se encuentra con Marlene en el aparcamiento del hospital y, tras una breve conversación en la que esta intenta convencerlo de permitir la cirugía, le dispara y huye junto con la joven a bordo de un automóvil. En las últimas escenas se aprecia cuando Ellie despierta y le pregunta sobre lo sucedido a Joel, que le miente al asegurarle que los Luciérnagas desistieron en su búsqueda de una cura debido a sus fallidos experimentos con otras personas inmunes a la infección. A las afueras del asentamiento donde vive Tommy, Ellie le confiesa a Joel que había otros supervivientes más junto con ella —lo cual se explora en Left Behind—, razón por la cual siente culpabilidad —síndrome del superviviente—. Con afán de tranquilizarla, y ante la insistencia de Ellie, le jura que todo lo que dijo sobre las Luciérnagas abandonando la búsqueda de una vacuna es cierto.

### Temáticas

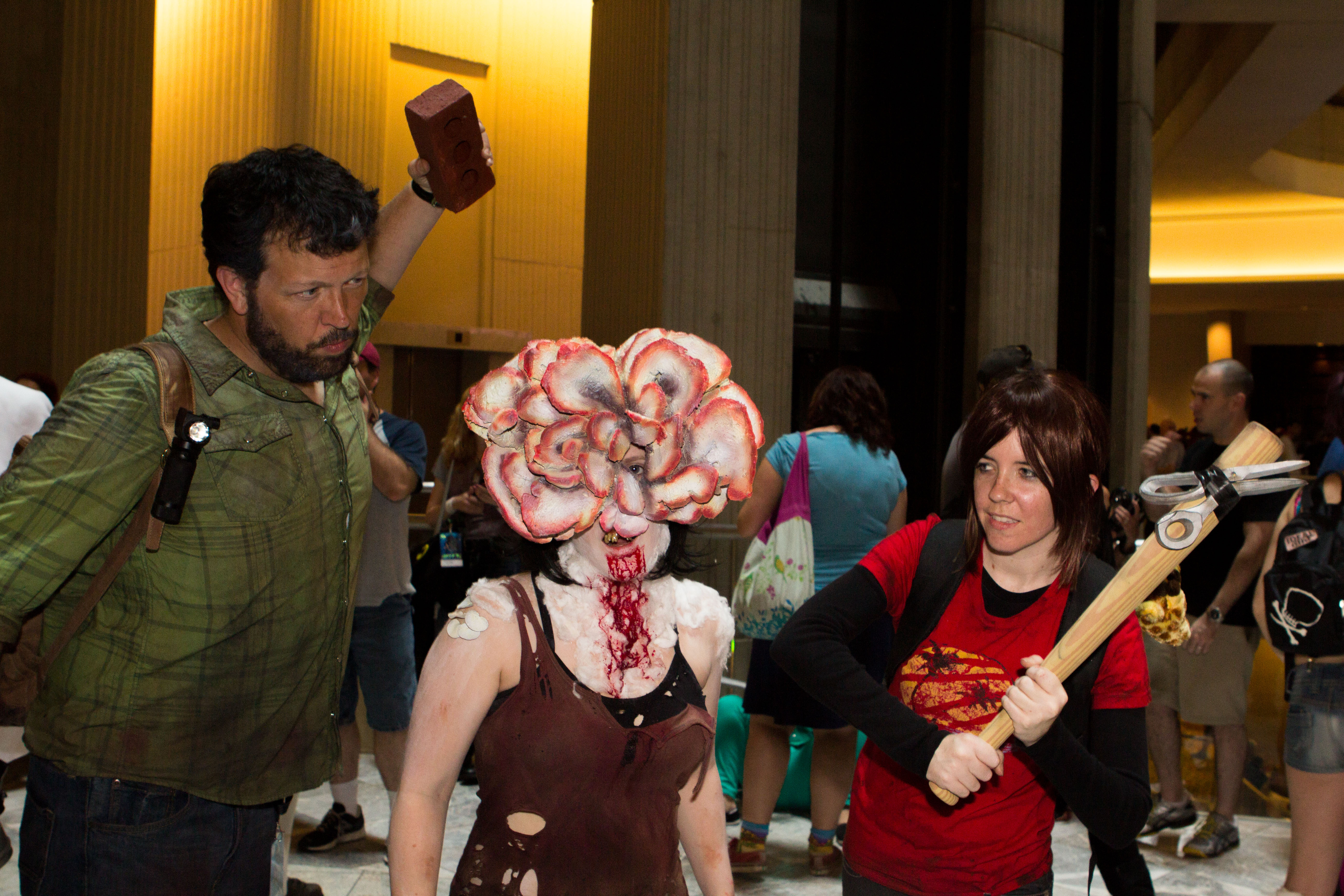
Un grupo de seguidores con cosplays de Joel, un "chasqueador" y Ellie, respectivamente.

El juego brinda al usuario una experiencia en donde elementos como el sigilo y la perseverancia son fundamentales para la supervivencia de sus protagonistas, quienes constantemente se ven amenazados y en «situaciones límite que los van definiendo» gracias a conceptos como el amor, la lealtad, la redención, la desgracia, la soledad, la violencia y el combate. Ocasionalmente se explora la forma en la que los personajes lidian con temáticas como la deshumanización de los infectados, la teoría del apego y el síndrome del superviviente a manera de mecanismos de defensa, permitiendo al jugador analizar la condición humana.
En contraste con el entorno desalentador que muestra el juego en sus primeras secuencias, Ellie representa la «materialización de la esperanza» al ser inmune a la infección. Su optimismo y familiaridad con el mundo posapocalíptico en el cual ha pasado toda su vida se contraponen al sentimiento de culpa y duelo de Joel. Conforme se van conociendo, ambos desarrollan un estrecho vínculo que permite que ciertos rasgos de sus personalidades se traslapen y entonces Joel se vuelva cada vez más animado, mientras que Ellie adquiere madurez durante su transición a la etapa adulta. Las pérdidas de sus familiares y amigos no impiden que tanto Joel como Ellie continúen desarrollando vínculos afectivos y protectores hacia los demás. En cuanto al resto de personajes, Marlene posee una apariencia que le hace lucir «capaz y controlada» y una moralidad «confusa» con la que busca «hacer lo mejor para el bien mayor», pero que entra en conflicto con sus experiencias pasadas. Sarah comparte varios rasgos de la personalidad de Ellie y puede ser descrita como «una joven con los pies en la tierra». Si bien los rasgos físicos de Tommy son parecidos a los de Joel en «estatura y robustez», posee una gentileza de la cual Joel carece y que le ayuda a percibir de forma compasiva al mundo, mientras que el vínculo entre Henry y Sam resulta evocador al de Joel y Ellie. La inclusión de Bill ayudó a explorar el concepto de la compañía como una desventaja para la supervivencia, aunque de una forma contradictoria debido a su propio pasado que involucra a un compañero suyo. A su vez, Riley adoptó un rol de mentora para Ellie al ayudarle a descubrir nuevas perspectivas sobre el mundo.
Otro concepto notable viene dado por las distintas posturas ideológicas de los Luciérnagas, los cazadores y las zonas de cuarentena. Los primeros dos grupos se oponen al régimen de cuarentena por su precario control interno, al considerarlo como «inepto para proteger y alimentar a los supervivientes» que habitan en dichas zonas. Además, poseen objetivos diferentes, ya que mientras las zonas sirven para el resguardo de la población, los Luciérnagas intentan encontrar una cura para «resucitar a la humanidad» y los cazadores consideran indispensable hallar provisiones de armamento y alimentos, a costa de otros supervivientes que radican afuera de las zonas de cuarentena.
Continuamente la trama busca transmitir el mensaje de que «la vida continúa» pese a las adversidades, lo cual resulta evidente especialmente en secuencias como aquella en la que Joel y Ellie se encuentran con una manada de jirafas. De acuerdo con el artista conceptual John Sweeney, el propósito de dicha escena es «que Ellie vuelva a sentir la alegría de estar con vida», sobre todo tras el sufrimiento que padeció durante su encuentro con David.

## Modos de juego
The Last of Us es un videojuego perteneciente a los géneros de acción-aventura y horror de supervivencia, con una perspectiva en tercera persona. Posee dos modos de juego: la campaña o historia —para un solo jugador— y el multijugador. El primero requiere que el jugador explore distintos escenarios estadounidenses, con una temática posapocalíptica, para avanzar en la trama. Durante el viaje del personaje jugador, mayormente Joel, es necesario utilizar armas de fuego —algunas de estas improvisadas por el personaje— para defenderse de otros personajes que bien pueden ser humanos hostiles o las criaturas caníbales referidas como «infectados». En varias ocasiones el sigilo juega un papel importante para la supervivencia. El resto de personajes, con excepción de un instante del juego en donde el jugador puede controlar a Ellie, es manipulado por la inteligencia artificial del título.
Existe una variedad de armas disponibles para su uso: de largo alcance, como fusiles, escopetas y arcos; de corto alcance como pistolas, revólveres y escopetas recortadas; y algunas de combate cuerpo a cuerpo de uso limitado como tuberías de plomo o bates de béisbol, y se pueden arrojar objetos como botellas de vidrio y ladrillos para distraer, aturdir o atacar a los enemigos. El título ofrece también la posibilidad ya sea de mejorar las armas obtenidas o de crear otras nuevas, con ayuda de ciertos objetos que se encuentran dispersos en los distintos escenarios. Entre estos utensilios se encuentran botiquines de primeros auxilios y cócteles molotov. Otro rasgo destacado del juego es que incluye opciones para mejorar tanto la barra de salud del protagonista como la velocidad de fabricación o modificación de armas. Para esto deben emplearse pastillas y plantas medicinales que pueden ser recolectadas por el jugador. Es importante mencionar que, a diferencia de algunos otros títulos, en The Last of Us el nivel de salud no es recuperado automáticamente de forma gradual, sino que deben utilizarse forzosamente botiquines de primeros auxilios.
Aunque se puede atacar a los enemigos de forma directa, también es posible utilizar el sigilo para atacarlos por sorpresa o pasar inadvertido. El «modo escucha» permite localizar a los enemigos mediante el aumento de la percepción auditiva y espacial, lo cual los hace visibles a través de paredes o muros y objetos al resaltar el contorno de sus siluetas. Con el sistema de cobertura dinámica, el personaje es capaz de cubrirse u ocultarse detrás de ciertos elementos del entorno, lo cual puede usarse como ventaja táctica en los momentos de combate. Ciertas secuencias del juego consisten únicamente en cinemáticas de conversaciones entre los personajes, las cuales son de utilidad para la comprensión de la trama. Además de los combates, otra mecánica del juego es la resolución de puzles generalmente sencillos, como el hallazgo de una palé para transportar a Ellie en algunos escenarios acuáticos, y el uso de escaleras de mano o contenedores de basura para llegar a lugares que se encuentran a una cierta altura. Entre los elementos coleccionables que ofrece The Last of Us se encuentran mapas, historietas y apuntes.
La inteligencia artificial de los personajes hostiles les permite reaccionar de formas específicas durante sus encuentros o enfrentamientos con el jugador. Por ejemplo, si el protagonista es descubierto, el enemigo puede cubrirse o solicitar refuerzos, así como atacar por sorpresa cuando el jugador esté distraído, sin munición, o en un combate con otros rivales. Por otra parte, los acompañantes de Joel, como ocurre en el caso de Ellie, pueden ayudarlo al arrojarle objetos o atacar directamente a los enemigos, o al detectar la ubicación de estos cuando se encuentran fuera del campo de visión del jugador.
En el modo multijugador pueden conectarse hasta ocho jugadores para enfrentarse entre sí de manera competitiva, en una serie de mapas que consisten en recreaciones de los escenarios del modo campaña. Posee a su vez tres modalidades: «Robo de suministros», «Supervivencia» e «Interrogatorio». Los primeros dos consisten en enfrentamientos todos contra todos. La diferencia recae en que, en «Supervivencia», el jugador ya no reaparece en una partida tras ser eliminado por alguno de los contrincantes de la misma. En la opción restante, «Interrogatorio», los jugadores son distribuidos en equipos con el objetivo de ubicar y capturar la caja fuerte del conjunto rival. La partida es ganada por el equipo que consiga capturarla antes. En cada una de las modalidades antes descritas, el jugador debe seleccionar una facción: ya sea «Cazadores», conformada por supervivientes hostiles; o «Luciérnagas», rebeldes pertenecientes al grupo paramilitar del modo historia. Para mantener con vida a su grupo, es necesario recolectar suministros durante las partidas. Estos también pueden conseguirse con objetos que el juego le proporciona al jugador al matar enemigos, al revivir a los aliados caídos, o al fabricar o modificar utensilios. Asimismo, los cuerpos de los rivales caídos pueden saquearse para obtener suministros adicionales. A fin de conseguir puntos con los cuales el jugador puede llevar consigo mayor cargamento, es necesario acumular suministros para la facción correspondiente. Es importante señalar que, en este mismo modo, The Last of Us permite al jugador conectarse a través de su cuenta de Facebook, lo cual hace que los personajes adopten el nombre que posee el usuario en la citada red social, así como un rostro similar al del jugador. Otra opción disponible permite personalizar la apariencia del personaje con sombreros, máscaras y símbolos.

## Producción

### Desarrollo de la trama y personajes
Naughty Dog comenzó el desarrollo de The Last of Us en 2009, justo después del lanzamiento de Uncharted 2: Among Thieves. A diferencia de sus producciones anteriores en las que un solo equipo se encargaba del desarrollo, para este nuevo juego Naughty Dog conformó dos grupos de trabajo distintos, cuya coordinación recayó en Bruce Straley y Neil Druckmann. Cabe señalarse que uno de los equipos también desarrolló Uncharted 3: Drake's Deception (2011) de manera simultánea. En las primeras etapas de desarrollo, el nombre en clave del juego era Thing 1 o T1.
Druckmann había concebido la trama cinco años antes, en 2004 mientras estudiaba en la Universidad Carnegie Mellon, para una competición en donde debía desarrollar un concepto de videojuego para ser evaluado por el cineasta George A. Romero. Su propuesta consistió en una combinación del modo de juego de Ico (2001) con una historia ambientada en un escenario apocalíptico zombi, reminiscente del filme La noche de los muertos vivientes (1968) de Romero, y con un protagonista similar a Hartigan de la serie de historietas Sin City. A grandes rasgos, su presentación abordaba las vivencias de un oficial con problemas cardíacos que debía proteger a una joven. Si bien su proyecto no resultó ganador en la competición, Druckman continuó desarrollándolo. En otro de sus bosquejos, sugirió que la infección solo afectaba a las mujeres, sin embargo, descartó ese concepto por misógino.
El concepto de la infección provino de una escena del documental Planeta Tierra (2006), en el que se muestra al hongo Cordyceps, un parásito que infecta los tejidos de insectos y perjudica sus funciones motrices. En The Last of Us se muestra una hipotética mutación del hongo que puede afectar a los seres humanos y convertirlos en criaturas caníbales. El diseño de los infectados, a cargo de Michael Knowland, evolucionó de forma gradual y originalmente era similar al de un extraterrestre o un zombi. En ningún momento se explica el origen del virus, lo cual se atribuye a la predilección del equipo por el desarrollo de los personajes que por el del hongo. Al igual que en BioShock Infinite (2013), los sucesos relevantes de la trama son relatados por medio de subtexto en vez de diálogos o explicaciones. Para Straley, esta modalidad refleja un «signo de madurez dentro de la industria [de videojuegos]», y en sus palabras: «ya he visto varias buenas historias en la literatura y el cine. Ahora quiero verlas en los videojuegos». En cuanto a los diálogos, Druckmann prefirió incorporar conversaciones «cortas y naturales» entre los protagonistas.

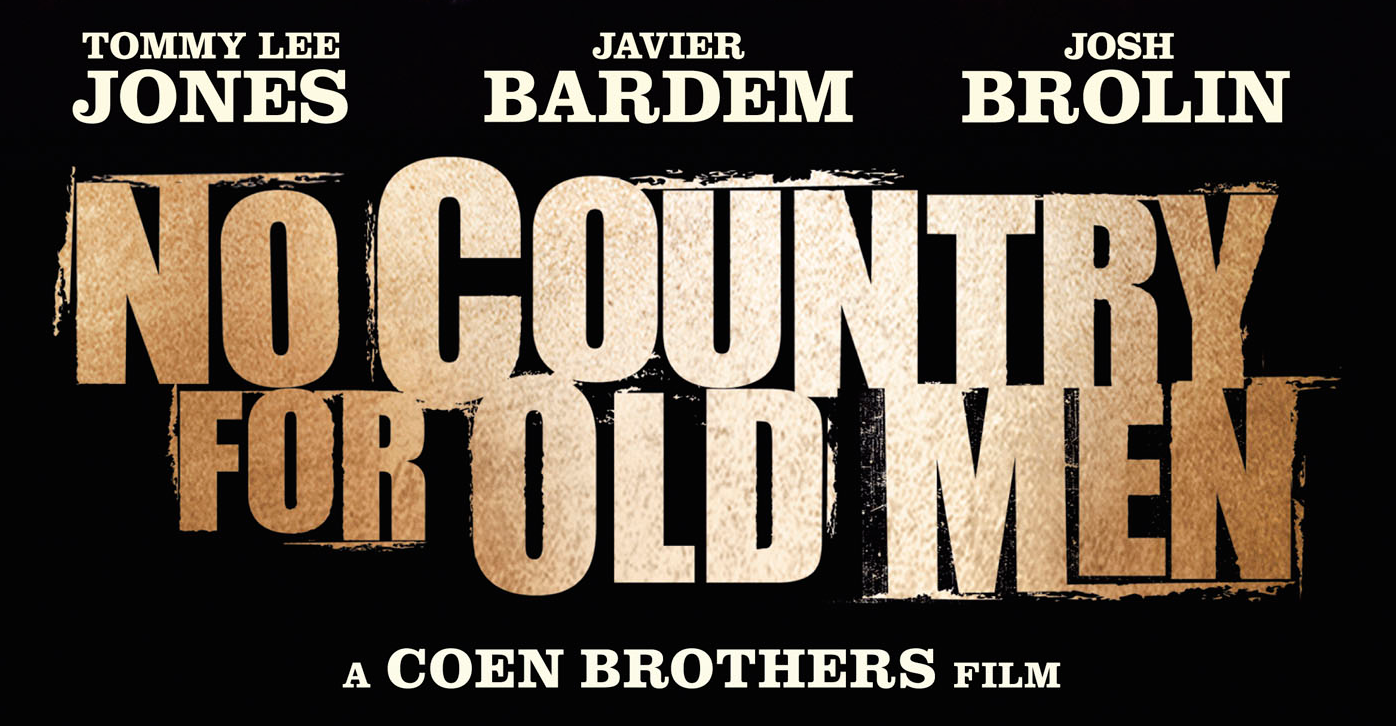
Logo de No Country for Old Men.

El vínculo entre Joel y Ellie resultó ser un elemento crucial para el desarrollo del título y se planteó que cada uno tuviera un arco narrativo sólido. Los actores Troy Baker y Ashley Johnson prestaron sus voces y realizaron capturas de movimientos —aproximadamente el 85 % de las animaciones del juego se grabaron con dicha tecnología— además de ayudar a definir ciertos rasgos de la personalidad de sus personajes. Por ejemplo, Baker le sugirió a Druckmann que Joel debía cuidar de Tess debido a la sensación de soledad que él sentía, mientras que a Johnson le pareció una mejor idea que Ellie fuese una joven fuerte y constantemente a la defensiva. Ambos improvisaron algunos de sus diálogos bajo la autorización de Druckmann debido a que «el guion incluía varias líneas innecesarias durante las secuencias de juego». El equipo intentó darle a Joel una doble apariencia de «operador despiadado en el metro de una ciudad en cuarentena» y de «figura paterna cariñosa para Ellie», reminiscente de la «autosuficiencia y el ingenio al enfrentar dificultades y privaciones» de la «americana rural». Con tal de que la apariencia de Ellie se asemejara a la de la actriz, el equipo tuvo que hacer ciertas modificaciones al diseño durante la etapa de producción. Otros cambios notables que tuvieron lugar durante el desarrollo fueron el cambio de rol de Tess, que al inicio iba a ser la villana del juego; y la sexualidad de Bill, que originalmente iba a resultar ambigua.
Tanto el entorno apocalíptico como el género de supervivencia de horror ayudaron a definir los personajes. La experiencia obtenida durante la concepción de la narrativa de Uncharted también ayudó a sentar las bases del sistema de juego y de la trama de The Last of Us. Entre otras influencias se incluyen los libros La carretera (2006) y City of Thieves (2008), así como la película No Country for Old Men (2007), los cuales tienen en común personajes memorables, algo que quisieron replicar en el videojuego. Se optó por dejar un final ambiguo y sujeto a interpretación del jugador, una característica atípica en comparación a otros videojuegos similares. Al principio, la trama finalizaba con Ellie asesinando a alguien con tal de salvarle la vida a Joel. No obstante, para los desarrolladores esta conclusión habría resultado inconsistente con la narrativa del personaje.

### Diseño técnico
Se crearon nuevos motores de juego para satisfacer algunos requerimientos del título. El motor de iluminación, por ejemplo, incorporó luz tenue para producir el efecto de la luz solar que se filtra a través de espacios y se refleja en las superficies. Para obtener una mejor calidad de iluminación, se emplearon lightmaps —estructuras de datos en las que se precalcula y almacena el brillo de las superficies virtuales en mapas de texturas para su eventual uso durante una animación— y se modificó la intensidad de los téxeles. En cuanto al sistema de juego, el equipo tuvo ciertas demoras debido a que realizaban un análisis exhaustivo de cada mecánica del juego. De forma similar, el diseño de interfaz de usuario también pasó por varias etapas de producción.

Logo empleado por los Luciérnagas.

La inteligencia artificial (IA) del juego hace que los personajes se comporten de distintas maneras de acuerdo con las decisiones del jugador. En el caso de Ellie, se incorporó una función específica que hace que el personaje se mantenga generalmente a una distancia cercana de Joel. Para lograr un mayor realismo en las expresiones o reacciones de Ellie, Max Dyckhoff, programador a cargo del personaje, se imaginó las experiencias del personaje a lo largo de los sucesos del juego. En cuanto a la IA de los enemigos, esta responde al entorno en el que se encuentren, y busca opciones para atacar al personaje jugador, con el propósito de que los usuarios sientan algún tipo de emoción hacia los rivales. Asimismo, el comportamiento de los enemigos también varía dependiendo del arma que tenga equipada el jugador.
Al igual que los otros apartados de producción, una parte considerable del diseño técnico de The Last of Us obedeció a la premisa de querer transmitir emociones al jugador. Por ejemplo, el sistema de combate incorpora movimientos de cámara cercanos al jugador con tal de que luzcan «intensos» y el usuario pueda «sentir cada golpe [recibido por el personaje]». De igual manera, en términos de combate, sigilo o manejo de suministros, constantemente el juego obliga al jugador a tomar decisiones difíciles, llevándolo a comprender el impacto de las acciones realizadas por el personaje.
Para la simulación y animación de los personajes, se utilizó un sistema de controles faciales —joint-based facial rigs— y algunas aplicaciones deformadoras para emular los movimientos de los actores. Se simularon los rostros con la boca abierta y los ojos ligeramente cerrados con la intención de evitar que estos perdieran su forma o produjesen movimientos indeseados durante la fase de animación. Dicha simulación estuvo basada en el Sistema de Codificación Facial. En su esfuerzo por brindar un mayor realismo al diseño de los personajes, los equipos de Naughty Dog agregaron una opción que permite la dilatación pupilar en los personajes. El diseño del resto de su cuerpo resultó de la edición de los modelos utilizados para los protagonistas de Uncharted 2, con algunas modificaciones menores que incluyeron la adición de una herramienta que permite emular los movimientos del carpo, lo cual resultó útil al momento de producir una mayor cantidad de formas dinámicas de las manos y una mayor flexibilidad; y otra para el sistema muscular, con ayuda del programa Autodesk Maya. Otra característica innovadora fue la implementación de sistemas en tiempo de ejecución para evitar que el vestuario de los personajes tuviese movimientos incongruentes con respecto a las acciones de los personajes. Cada modelo individual requirió el uso de 326 articulaciones, 98 de las cuales se encuentran en el rostro.

### Banda sonora
Gustavo Santaolalla, Andrew Buresh, Anthony Caruso y Jonathan Mayer se encargaron de componer la banda sonora de The Last of Us. Sony contrató a Santaolalla después de que Druckman y Straley escucharon algunas de sus composiciones, mientras recopilaban canciones que les parecían inspiradoras para el juego. En opinión de Straley: «[la música de Santaolalla posee] una instrumentación orgánica, minimalista, disonante y resonante con los sonidos».
Santaolalla, que desde hacía un tiempo tenía interés en colaborar en algún videojuego, accedió emocionado. Comenzó a componer la banda sonora centrándose en el argumento y en las temáticas del juego, ya que Druckmann no le dio otras indicaciones. En su opinión, la música de The Last of Us debía «ser más oscura y con más textura, no necesariamente melódica [como sus composiciones anteriores]». Una de sus influencias para la producción del material fue el álbum de No Country for Old Men.
Santaolalla buscó evocar emociones en el jugador, más allá de generar una sensación de terror. Se usaron varios instrumentos durante las grabaciones con tal de transmitir «un elemento de peligro e inocencia», entre los cuales estuvo un ronroco que se usó para el tema principal y una guitarra desafinada que resultó útil para producir sonidos graves. La Nashville Scoring Orchestra participó en la grabación de los temas orquestales en los Ocean Way Studios, en Nashville. El resto del álbum se produjo en los EastWest Studios, en Hollywood, y Tom Baker estuvo a cargo de la masterización en Precision Mastering, en Los Ángeles.
En algunas escenas del juego y de su expansión Left Behind pueden escucharse otras canciones que no forman parte de la banda sonora. Tal es el caso de los temas «I'll Never Get Out of This World Alive» y «Alone and Forsaken» de Hank Williams, la versión de «I Got You Babe» por Etta James, el «cuarteto de cuerdas número 3» de Piotr Ilich Chaikovski y el «cuarteto de cuerdas número 4 en E-menor (B.19)» por Antonín Dvořák.
Sony puso a la venta el material musical a partir del 7 de junio de 2013 vía iTunes y el 13 de junio de 2013 en formato físico. A comienzos del año siguiente distribuyó la banda sonora The Last of Us Volume 2 a manera de complemento de Left Behind. A continuación, aparecen listadas las canciones de la banda sonora original:

Todas las canciones escritas y compuestas por Gustavo Santaolalla. 
| N.º | Título                                 | Duración |  |
| 1.  | «The Quarantine Zone (20 Years Later)» | 3:40     |  |
| 2.  | «The Hour»                             | 1:01     |  |
| 3.  | «The Last of Us»                       | 3:03     |  |
| 4.  | «Forgetten Memories»                   | 1:07     |  |
| 5.  | «The Outbreak»                         | 1:31     |  |
| 6.  | «Vanishing Grace»                      | 2:06     |  |
| 7.  | «The Hunters»                          | 2:00     |  |
| 8.  | «All Gone»                             | 1:13     |  |
| 9.  | «Vanishing Grace (Innocence)»          | 0:55     |  |
| 10. | «By Any Means»                         | 1:53     |  |
| 11. | «The Choice»                           | 1:42     |  |
| 12. | «Smugglers»                            | 1:38     |  |
| 13. | «The Last of Us (Never Again)»         | 1:01     |  |
| 14. | «The Last of Us (Goodnight)»           | 0:51     |  |
| 15. | «I Know What You Are»                  | 1:21     |  |
| 16. | «Home»                                 | 3:08     |  |
| 17. | «Infected»                             | 1:16     |  |
| 18. | «All Gone (Aftermath)»                 | 1:04     |  |
| 19. | «The Last of Us (A New Dawn)»          | 2:28     |  |
| 20. | «All Gone (No Escape)»                 | 2:54     |  |
| 21. | «Vanishing Grace (Childhood)»          | 1:41     |  |
| 22. | «The Path»                             | 1:29     |  |
| 23. | «All Gone (Alone)»                     | 1:22     |  |
| 24. | «Blackout»                             | 1:38     |  |
| 25. | «The Way It Was»                       | 1:31     |  |
| 26. | «Breathless»                           | 1:24     |  |
| 27. | «The Last of Us (You and Me)»          | 2:08     |  |
| 28. | «All Gone (The Outside)»               | 1:58     |  |
| 29. | «The Path (A New Beginning)»           | 2:47     |  |
| 30. | «Returning»                            | 3:35     |  |

### Efectos visuales

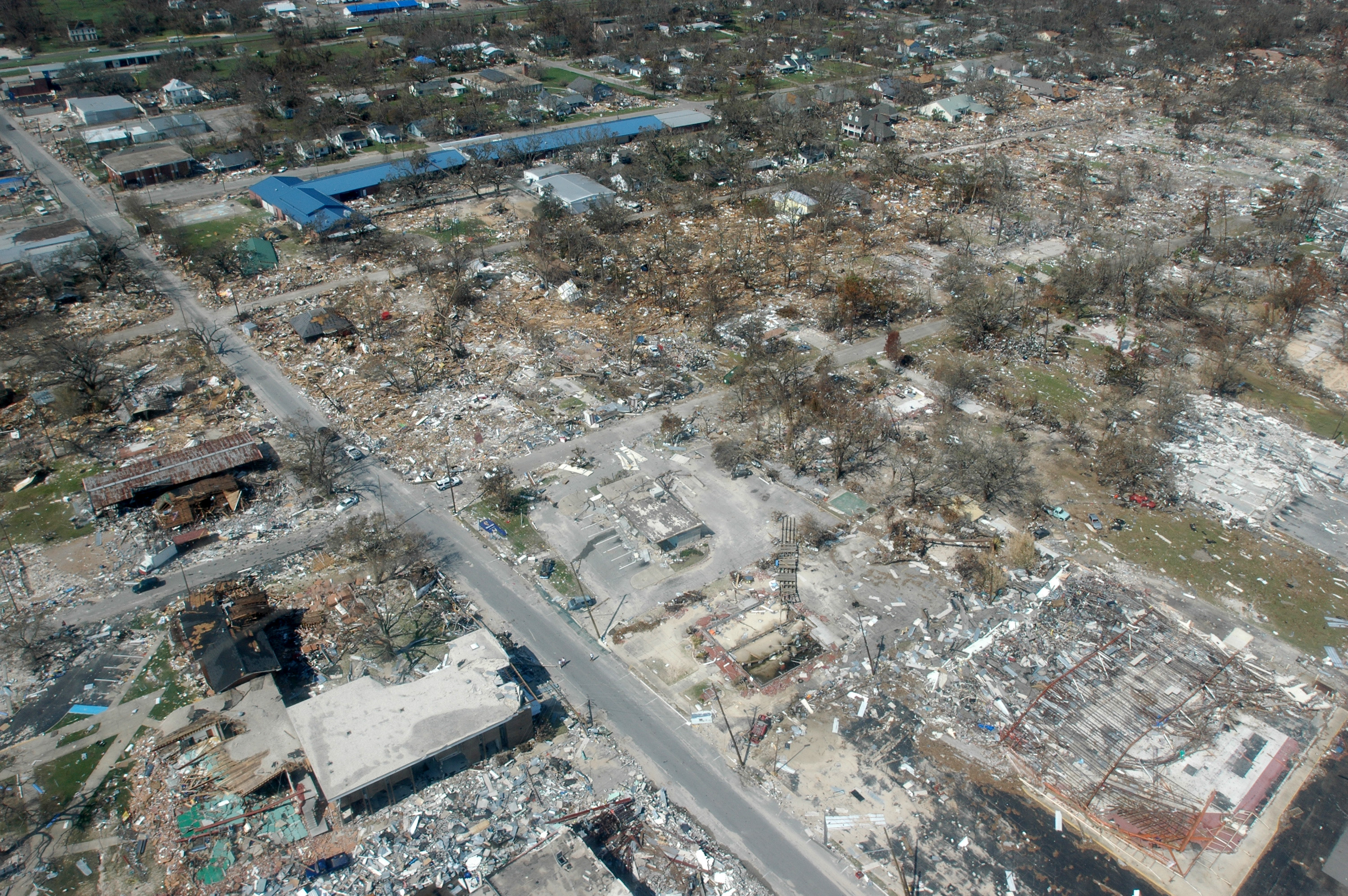
Daños ocasionados por el huracán Katrina en Misisipi, en septiembre de 2005.

Mientras producían el diseño visual, hubo ciertas diferencias en el equipo, ya que algunos querían incluir secuencias muy detallistas, en contraste con la postura de Straley y Druckmann, que preferían un estilo simple. Para recrear las zonas inundadas de Pittsburgh se inspiraron en la serie de fotografías de Robert Polidori del huracán Katrina. Cabe agregarse que la división San Diego Studio de Sony se encargó de producir la secuencia de créditos iniciales.
El diseño de los escenarios requirió de un análisis meticuloso de ciertas obras literarias y de eventos históricos para brindarle el mayor realismo posible al jugador. Por ejemplo, el libro El mundo sin nosotros (2007), de Alan Weisman, les ayudó al momento de generar un entorno que llevase al usuario a tomar sus propias decisiones para su supervivencia, primordialmente relacionadas con un efectivo racionamiento de suministros; y, a su vez, la simplicidad e intensidad de la película Gravity (2013) representó un modelo a seguir para la definición del citado entorno. Entre las influencias históricas se incluyen la pandemia de gripe de 1918, que brinda una noción de los niveles de paranoia a los que puede llegar la humanidad en situaciones de peligro extremo, y la epidemia de poliomielitis de los años 1880, la cual ejemplifica la influencia que pueden llegar a tener los niveles socioeconómicos en la declaración de responsabilidades en torno a un desastre notable.

## Contenido descargable
Tan pronto ocurrió el estreno de The Last of Us, Naughty Dog dio a conocer la eventual distribución de contenido descargable complementario que habría de estar disponible por medio de «ediciones especiales» del juego original o de un «pase de temporada» —esto es un paquete digital que brindaba acceso al jugador a todos los materiales adicionales del juego— en conjunto con la activación de una serie de habilidades adicionales para los protagonistas, y la visualización del documental Grounded: Making The Last of Us, difundido a partir de febrero de 2014.

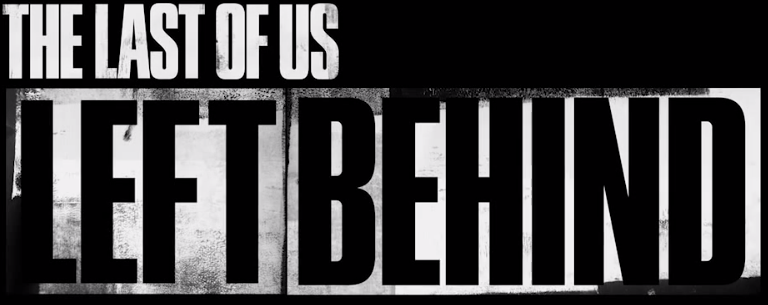
Logo de The Last of Us: Left Behind.

Las primeras ediciones especiales con contenido descargable fueron Sights and Sounds Pack y Survival Pack. La primera incluye la banda sonora, un tema «dinámico» —que incluye animaciones— para la pantalla de inicio de la PlayStation 3 y un par de avatares. A su vez, el Survival Pack habilita una serie de apariencias adicionales para los protagonistas cuando el usuario finaliza el modo campaña, además de incorporar dinero virtual, puntos de experiencia y objetos personalizados para el modo multijugador. A finales de 2013, Naughty Dog puso a disposición de la comunidad un par de ediciones más: Abandoned Territories Map Pack, que incluye cuatro mapas multijugador inspirados en el modo campaña; y Nightmare Bundle, con objetos coleccionables.
En febrero de 2014 comenzó a distribuirse de manera digital The Last of Us: Left Behind, un nuevo modo historia que sirve de precuela para los acontecimientos relatados en el juego original, sobre las hazañas de Ellie y su amiga Riley. No fue sino hasta mediados del año siguiente que este material estuvo disponible como edición por separado, la cual a diferencia del anterior sí puede ser reproducida en la consola sin necesidad de poseer el juego original.
Un nuevo paquete de contenido se puso a la venta a partir de mediados de 2014, con los siguientes materiales: Grounded, que incorporó un nuevo nivel de dificultad al juego original; Left Behind; Reclaimed Territories Map Pack, con nuevos mapas multijugador; Professional Survival Skills Bundle; Situational Survival Skills Bundle, con ocho habilidades inéditas también para el modo multijugador; y Survivalist Weapon Bundle, con cuatro nuevas armas. En agosto del mismo año estuvo disponible la edición Grit and Gear Bundle, que agrega nuevos objetos, máscaras y gestos para los personajes; y en noviembre se distribuyó una última versión denominada «Game of the Year» que, de forma similar al pase de temporada, incluye todo el material descargable.

## Lanzamiento y recepción
El anuncio The Last of Us ocurrió el 10 de diciembre de 2011, durante la ceremonia de entrega de los Spike Video Game Awards, en la cual se difundió un tráiler promocional y se llevó a cabo una conferencia de prensa donde se detallaron algunas de las características del juego. El contenido difundido generó una notable expectativa en la industria, principalmente por la reputación de Naughty Dog con las series de Crash Bandicoot y Uncharted. Su estreno al principio estaba programado para mayo de 2013, sin embargo, se pospuso algunas semanas más hasta el 14 de junio de 2013. En diciembre de 2012 se dio a conocer la imagen de portada del juego.
Para promover las ventas desde antes del lanzamiento de The Last of Us, Naughty Dog suscribió acuerdos con empresas para la distribución de ediciones especiales de The Last of Us con material adicional. El 31 de marzo se difundió un tráiler televisivo al final de la tercera temporada de The Walking Dead, y, a partir del 31 de mayo y hasta la fecha de lanzamiento del juego, las copias de God of War: Ascension incluyeron la descarga de una versión demo de The Last of Us. El último tráiler promocional se estrenó en la E3 de 2013, el 11 de junio de ese año. Algunos otros productos distribuidos antes del estreno del juego incluyen la miniserie de cómic The Last of Us: American Dreams, conformada de cuatro ejemplares, escrita por Druckmann, ilustrada por Faith Erin Hicks y publicada por Dark Horse Comics. Su trama sirve como precuela a los sucesos relatados en el juego, y describe las hazañas de Ellie y Riley, otra joven superviviente. Los primeros dos ejemplares salieron a la venta en abril de 2013.

### Crítica
The Last of Us recibió críticas mayormente positivas tras su estreno. En el sitio web Metacritic, que recopila reseñas de distintos medios, cuenta con una puntuación promedio de 95 sobre 100 con base en 98 críticas. De esta forma pasó a ser el quinto videojuego de PS3 con mejor calificación en dicho sitio web. Los principales aspectos elogiados por la prensa especializada fueron el desarrollo de los personajes, la trama y el subtexto, el diseño sonoro y visual, y la forma en la que se representa a los personajes femeninos y LGBT. Es considerado como uno de los juegos más significativos de la séptima generación de videoconsolas y uno de los mejores juegos virtuales de todos los tiempos. Colin Moriarty, de IGN, lo catalogó como «una obra maestra» y «el mejor juego exclusivo de PlayStation 3»; de forma similar, la revista Edge lo describió como «la epopeya más fascinante y emocionalmente resonante» de cualquier generación de videoconsolas; y Andy Kelly, de Computer and Video Games, consideró en su evaluación que el lanzamiento de The Last of Us permite apreciar a Naughty Dog en su «mejor momento». En opinión de Oli Welsh, de Eurogamer, el título representa un «faro de esperanza» para el género de terror de supervivencia,
En sus reseñas, Computer and Video Games e IGN destacaron la trama. En opinión de David Meikleham, editor de la versión inglesa de PlayStation Official Magazine, la historia mantiene un ritmo equilibrante y brinda «una verdadera sensación del transcurso del tiempo y de cada etapa del viaje realizado [por sus protagonistas]». Para Richard Mitchell, de Joystiq, las relaciones interpersonales de sus personajes se sostienen gracias a la narrativa empleada. Uno de los conceptos narrativos más elogiados es el vínculo entre Joel y Ellie. Matt Helgeson, de Game Informer, la describió como una relación «conmovedora y bien trazada, con la cual uno puede identificarse». De forma similar, los editores de Eurogamer y Joystiq destacaron la emotividad en dicho vínculo. La representación de los personajes femeninos fue otro concepto con aceptación entre la prensa. Jason Killingsworth, de Edge, celebró que la ausencia de rasgos sexuales en los personajes femeninos «ofrece un estimulante antídoto para el sexismo y las actitudes regresivas de género presentes en la mayoría de los juegos de elevado presupuesto». A su vez, Ellie Gibson, de Eurogamer, elogió la personalidad de Ellie a quien describió como un personaje «a veces fuerte y a veces vulnerable, pero nunca un cliché», pese a que al principio se le presenta como la ordinaria «damisela en apuros». Carolyn Petit, de GameSpot, destacó igualmente la simpatía y moralidad conflictiva de sus personajes femeninos, aunque hizo ver que el rol de género en los videojuegos debe evaluarse «en función de sus méritos y no de una comparativa con otros juegos». Pese a lo anterior, Chris Suellentrop, de The New York Times, concluyó que a pesar de la relevancia de Ellie en la trama, The Last of Us relata las vivencias de Joel y es «otro videojuego hecho hecho por hombres, para hombres y acerca de hombres». La organización estadounidense GLAAD identificó a Bill como uno de los «nuevos personajes LGBT más interesantes de 2013» y lo describió como «profundamente defectuoso, pero totalmente único». La secuencia del beso entre dos personajes femeninos en Left Behind se hizo acreedora a buenos comentarios.
Varios analistas coincidieron en el carácter innovador de su sistema de combate con respecto a otros juegos, debido a la vulnerabilidad y humanidad de los personajes; la variedad de opciones disponibles durante los enfrentamientos con otros personajes; y los momentos de suspenso y amenaza inherentes a cada secuencia de combate. Pese a los anteriores apuntes favorables, Tom McShea, de GameSpot, criticó la inteligencia artificial de los personajes al considerar que afecta los enfrentamientos cuando ocasionalmente los enemigos ignoran las acciones del personaje auxiliar del protagonista. También se valoró negativamente el sistema de combate usado para enfrentar a los infectados, que en opinión de Polygon resulta «injusto» para el jugador. El uso de la violencia generó opiniones divididas; para Ben Gilbert, de Engadget, este elemento constituye «un mal necesario para que el dúo de protagonistas frágiles se sientan más seguros, en lugar de ser utilizado como un método para lograr objetivos». En contraste, Kirk Hamilton, de Kotaku, argumentó que la violencia es «fuerte, consecuente y necesaria». Según John Agnello, de USGamer, los desarrolladores eran conscientes de esto y lo mantuvieron en el juego de manera deliberada, con tal de que el jugador se sienta incómodo durante los enfrentamientos. También señaló que las muertes de ciertos personajes ayudan a la trama y están justificadas, una valoración compartida por otros críticos. Por otra parte, algunos analistas observaron que los efectos de sonido también juegan un papel relevante en el sistema de juego, en especial durante las secuencias de sigilo. En general, la banda sonora obtuvo buenas reseñas y se le calificó como «escasa y delicada», y «obsesionante».
Si bien la prensa en general también elogió los efectos visuales de The Last of Us, descritos como «sobresalientes», «asombrosos» «realistas» y los mejores de cualquier juego de PlayStation 3, también recibió opiniones desfavorables como las de McShea, de GameSpot, que catalogó la representación del mundo posapocalíptico como «mundana»; y la del sitio web Destructoid, que resaltó ciertas texturas básicas en las secuencias iniciales del juego para concluir que estas tenían un impacto negativo en los gráficos en general. De acuerdo con Kelly, de Computer and Video Games, los escenarios del juego son «extensos, detallados y [están] llenos de secretos», un aspecto que beneficia a la linealidad de la trama. Las revistas Edge y Game Informer compartieron también esta valoración.

### Comercial
En los primeros siete días tras su lanzamiento, se vendieron más de 1,3 millones de unidades, con lo que pasó a ser el estreno con mayores ventas del año hasta ese momento. Tres semanas después de su estreno la anterior cifra se incrementó a 3,4 millones de copias vendidas, la mejor recepción comercial de un juego original desde L.A. Noire en 2011, y el título más rápidamente vendido de la consola ese año.
De forma similar, sus ediciones digitales gozaron de una recepción favorable, al ser el juego más vendido digitalmente de PS3 en la PlayStation Store, superado eventualmente por Grand Theft Auto V (2013). En general, The Last of Us fue el décimo videojuego con mayores ventas de 2013. En agosto de 2014 la cifra de copias vendidas se incrementó a ocho millones, de las cuales un millón eran de la versión para PS4. Casi cuatro años después, en abril de 2018 sus ventas ascendían a los 17 millones de copias en ambas consolas. Lo anterior permite ubicarlo como uno de los juegos de PS3 más vendidos de todos los tiempos.
En Reino Unido, The Last of Us encabezó los listados de ventas durante seis semanas consecutivas, un hito en la industria de videojuegos británica alcanzado previamente por títulos como FIFA 12 (2011) y Call of Duty: Black Ops II (2012). En sus primeras 48 horas de lanzamiento, superó las ganancias de El hombre de acero en ese país, al generar más de tres millones GBP. Otros países en los que el juego estuvo en los primeros lugares de ventas durante su período inicial de estreno fueron Estados Unidos, Francia, Irlanda, Italia, Holanda, Suecia, Finlandia, Noruega, Dinamarca, España y Japón.

### Premios
The Last of Us es uno de los videojuegos más galardonados de todos los tiempos, con más de 240 premios en su haber como el «Mejor juego del año». Inclusive, desde antes de su estreno el título ya se había hecho acreedor a varias distinciones por sus avances mostrados en el tráiler de la E3. Sus calificaciones recopiladas por los sitios web MetaCritic y GameRankings lo ubicaron como el segundo juego con mejor puntuación promedio de 2013, solamente superado por Grand Theft Auto V. Lo anterior debido a que varias publicaciones lo identificaron como uno de los «Mejores videojuegos de 2013», tales como The A.V. Club, Canada.com, Daily Mirror, The Daily Telegraph, Destructoid, The Escapist, GamesRadar, GameTrailers, Game Revolution, Giant Bomb, Good Game, Hardcore Gamer, IGN, IGN Australia, International Business Times, Kotaku, National Academy of Video Game Trade Reviewers, VG247 y VideoGamer.com. Cabe agregar que algunos medios lo señalaron como uno de los «Mejores juegos de PlayStation», como es el caso de GameSpot, GameTrailers, Hardcore Gamer e IGN. Otros reconocimientos y premios notables incluyen las distinciones «Videojuego más innovador» por la Academy of Interactive Arts & Sciences; «Mejor juego de disparos en tercera persona» por GameTrailers; «Videojuego más original» por la revista Hardcore Gamer; y «Mejor juego revelación» en los Golden Joysticks 2013; además de premios Annie, los BAFTA de videojuegos, premios de la Academy of Interactive Arts & Sciences y Game Developers Choice Awards,
Naughty Dog se hizo acreedor a los reconocimientos de «Estudio del año» y «Mejor desarrollador» concedidos por The Daily Telegraph, Edge, los Premios Golden Joystick, Hardcore Gamer y los Spike Video Game Awards. A su vez, Baker y Johnson recibieron múltiples nominaciones por sus interpretaciones. Tanto la trama como el diseño gráfico del juego también tuvieron un amplio reconocimiento por numerosas publicaciones especializadas.

## Adaptaciones y secuela

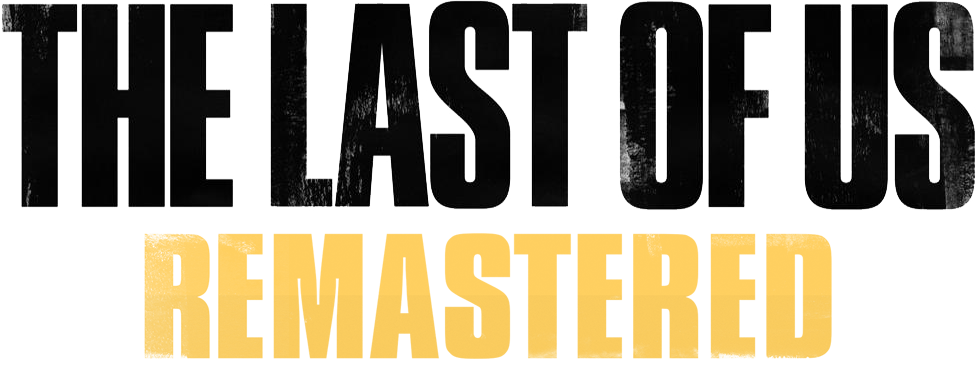
Logo de The Last of Us Remastered.

Además de la serie limitada de cómics The Last of Us: American Dreams y el contenido descargable The Last of Us: Left Behind que sirven de precuela a la trama del juego, existen versiones remasterizadas y una secuela, además de una serie de televisión. La idea de una adaptación cinematográfica estuvo en discusión a principios de 2014, cuando Sony anunció su interés y dio a conocer que Screen Gems y Sam Raimi habrían de encargarse de su producción, a partir de un guion escrito por Druckmann, bajo la dirección de Sam Raimi. No obstante, hasta febrero de 2018 no se habían dado a conocer más detalles en torno a su desarrollo y fecha de estreno. El 28 de julio de 2014 se llevó a cabo el musical The Last of Us: One Night Live en el teatro The Broad Stage, de Santa Mónica, California, en el cual participaron Baker y Johnson, además de contar con música en vivo por Santaolalla. En esta obra se representaron algunas de las escenas del juego, y además incluía un epílogo inédito en el que Joel le obsequia una guitarra a Ellie, con la cual la joven interpreta una canción compuesta por este para su hija Sarah.
Otros productos incluyen juegos de mesa desarrollados por CMON, y Naughty Dog y Themeborne, entre 2020 y 2024 bajo los títulos The Last of Us: The Board Game y The Last of Us: Escape the Dark. Para conmemorar el décimo aniversario del estreno de The Last of Us en 2023, se produjo una casa del terror para el parque de diversiones Universal Studios Hollywood, que permitía a los visitantes realizar un recorrido simulado a través de la zona de cuarentena de Pittsburgh, Pensilvania, y huir de infectados y cazadores.
A mediados de 2014 salió a la venta la versión The Last of Us Remastered, una remasterización del título original para la consola PlayStation 4. Su anunció ocurrió un mes antes, y entre sus rasgos principales se destacan la mejora de los gráficos y del proceso de renderización, actualizaciones en la mecánica de los combates y una mayor velocidad de fotogramas por segundo. También incluye todo el contenido descargable distribuido por Naughty Dog para el juego original. Otra edición mejorada, The Last of Us Part I (para la PlayStation 5 y Windows) se puso a la venta a partir de septiembre de 2022. A diferencia de la versión de PlayStation 4, esta edición es compatible con las tecnologías 3D audio y retroalimentación háptica. Cabe destacar que dicha remasterización requirió el rediseño integral del juego original con la intención de aprovechar al máximo las capacidades de la PlayStation 5. Como resultado, los desarrolladores debieron trabajar desde cero en los modelos de los personajes, animación y dirección artística de la edición.
The Last of Us Part II se estrenó en junio de 2020, alrededor de cuatro años después de su anuncio por Sony. Su trama continúa las vivencias de Ellie y Joel cinco años después de los sucesos del juego original. Nuevamente Druckmann estuvo a cargo de la trama junto con Halley Gross, al igual que Santaolalla con la producción de la banda sonora.
En marzo de 2020 HBO anunció en su cuenta de Twitter el desarrollo de una serie televisiva inspirada en The Last of Us, con un guion escrito por Druckmann y Craig Mazin, como parte de una colaboración con PlayStation Productions, división de Sony responsable de la adaptación de sus videojuegos en otros formatos visuales. Al igual que en anteriores producciones relacionadas con The Last of Us, Santaolalla se hizo cargo de la musicalización de la serie. La serie es protagonizada por Pedro Pascal y Bella Ramsey, como Joel y Ellie, respectivamente. La segunda temporada comenzó a emitirse en abril de 2025, mientras que una tercera ha sido confirmada.